# David Bryan
David Bryan Rashbaum (Edison, Nueva Jersey, 7 de febrero de 1962), más conocido por su nombre artístico David Bryan, es un teclista y compositor estadounidense que forma parte de la banda de hard rock estadounidense Bon Jovi. En cuanto a su trabajo fuera de la banda, ha editado varios discos en solitario, y ha compuesto varios musicales, destacando su último trabajo Memphis.

## Biografía
Nacido en Edison (Nueva Jersey), Bryan comenzó a estudiar el piano a la edad de siete años. Se graduó de la J. P. Stevens Instituto en Edison. Emery Hack, un profesor de la Juilliard School, fue su profesor durante trece años. Su padre, Eddie Rashbaum, tocaba la trompeta.
Se casó con April McLean el 25 de agosto de 1990. Se conocían desde su época de estudiante. Se divorciaron en el 2004 después de haber tenido tres hijos.
Bryan fue el primero en recibir una llamada de Jon Bon Jovi, cuando este último recibió un contrato de grabación, puesto que eran amigos del instituto, con el que grabó su primer álbum en 1984. Fue el teclista de Bon Jovi.
También es coautor de un musical de Memphis, que recibió excelentes críticas desde su introducción en Broadway,el cual ha ganado 4 Premios Tony. Este musical cuenta la historia del primer DJ que ha tocado la música negra en la radio.

## Discografía en solitario
- Netherworld (1991)
- On a Full Moon (1995)
- Lunar Eclipse (2000)

## Obras musicales
- Memphis (2009)
- The Toxic Avenger (2010)

## Premios

### Tony Awards
| Año  | Categoría          | Obra    | Resultado |
| ---- | ------------------ | ------- | --------- |
| 2010 | Mejor musical      | Memphis | Ganador   |
| 2010 | Mejor orquestación | Memphis | Ganador   |
| 2010 | Mejor partitura    | Memphis | Ganador   |
| 2010 | Mejor libreto      | Memphis | Ganador   |